# Robert B. Meyner
Robert Baumle Meyner, född 3 juli 1908 i Easton i Pennsylvania, död 27 maj 1990 i Lee County i Florida, var en amerikansk demokratisk politiker. Han var New Jerseys guvernör 1954–1962. 
Meyner utexaminerades 1930 från Lafayette College och avlade 1933 juristexamen vid Columbia University. Under andra världskriget tjänstgjorde han som örlogskapten som USA:s flotta.
Meyner efterträdde 1954 Alfred E. Driscoll som New Jerseys guvernör och efterträddes 1962 av Richard J. Hughes. År 1957 gifte han sig med Helen Day Stevenson.